# Noyarey
Noyarey là một xã thuộc tỉnh Isère trong vùng Rhône-Alpes đông nam nước Pháp. Xã này nằm ở khu vực có độ cao trung bình 225 mét trên mực nước biển. Theo điều tra dân số năm 2007 của INSEE có dân số là 2064 người.